# Industria del videojuego

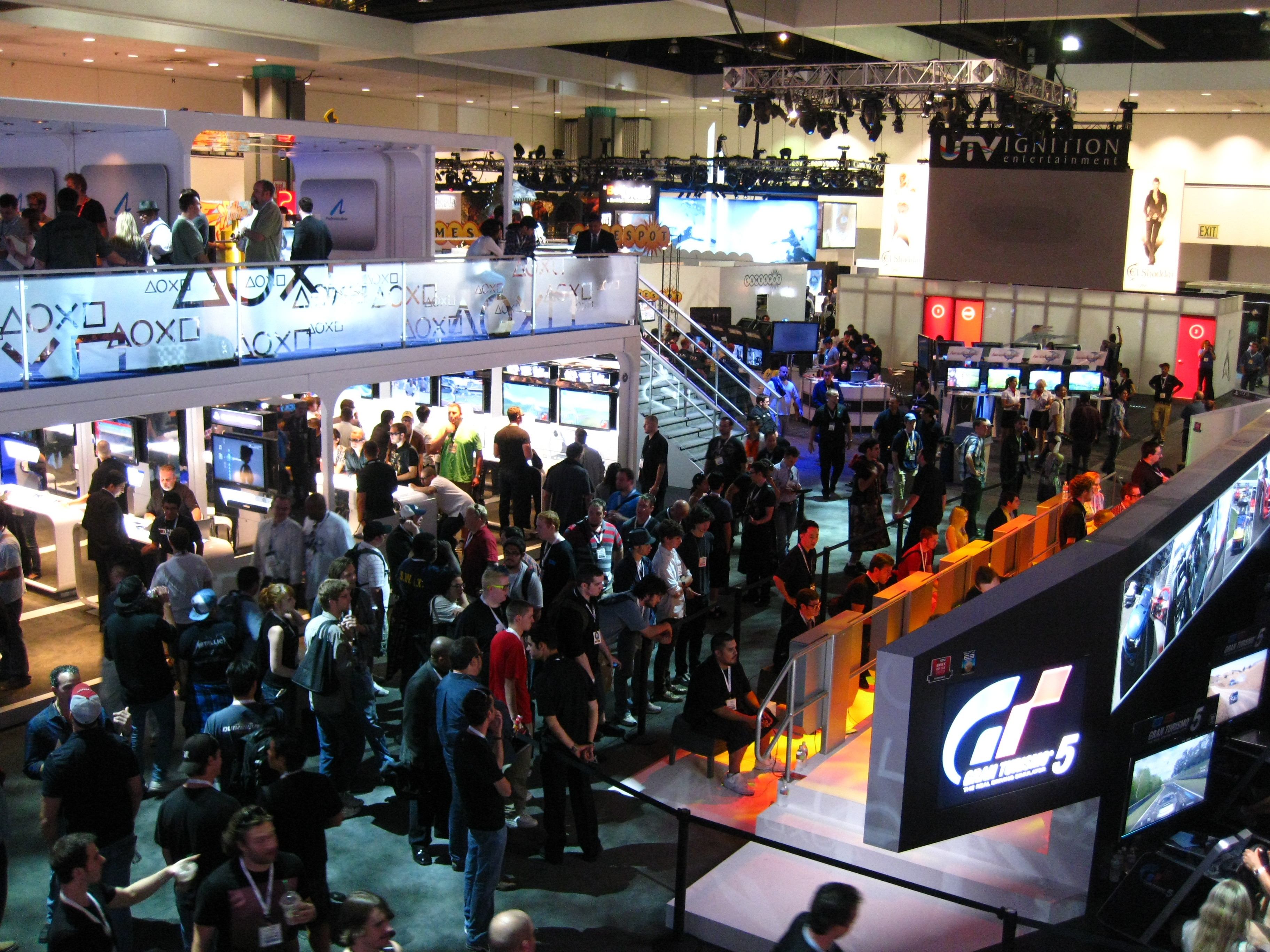
Muchos aficionados y desarrolladores de videojuegos asisten a conferencias de videojuegos

La industria del videojuego es el sector económico involucrado en el desarrollo, la distribución, la mercadotecnia, la venta de videojuegos y del hardware asociado. Engloba a docenas de disciplinas de trabajo y emplea a miles de personas alrededor del mundo.
La industria de videojuegos ha experimentado en los últimos años altas tasas de crecimiento, debido al desarrollo de la computación, capacidad de procesamiento, imágenes más reales y la estrecha relación entre películas de cine y los videojuegos, con lo cual los consumidores reconocen los títulos más pronto; un ejemplo de ello es la compañía Kojima Productions o la plataforma Steam de distribución digital. La industria de videojuegos generó una recaudación mundial de 57.600 millones de euros durante 2009, y 91.000 millones de dólares en 2016.

## Origen
La historia de los videojuegos tiene su origen en la década de 1940 cuando, a mediados de la Segunda Guerra Mundial, las potencias vencedoras construyeron los primeros ordenadores programables como ENIAC, de 1946. Los primeros intentos por implementar programas de carácter lúdico (inicialmente programas de ajedrez) no tardaron en aparecer, y se fueron repitiendo durante las siguientes décadas. Los primeros videojuegos modernos aparecieron en la década de los 60, y desde entonces el mundo de los videojuegos no ha dejado de crecer y desarrollarse con el único límite que le ha impuesto la creatividad de los desarrolladores y la evolución de la tecnología. En los últimos años, se asiste a una era de progreso tecnológico dominada por una industria que promueve un modelo de consumo rápido donde las nuevas superproducciones quedan obsoletas en pocos meses, pero donde a la vez un grupo de personas e instituciones —conscientes del papel que los programas pioneros, las compañías que definieron el mercado y los grandes visionarios tuvieron en el desarrollo de dicha industria— han iniciado el estudio formal de la historia de los videojuegos.
El más inmediato reflejo de la popularidad que ha alcanzado el mundo de los videojuegos en las sociedades contemporáneas lo constituye una industria que da empleo a 120 000 personas y que genera unos beneficios multimillonarios que se incrementan año tras año. El impacto que supuso la aparición del mundo de los videojuegos significó una revolución cuyas implicaciones sociales, psicológicas y culturales constituyen el objeto de estudio de toda una nueva generación de investigadores sociales que están abordando el nuevo fenómeno desde una perspectiva interdisciplinar, haciendo uso de metodologías de investigación tan diversas como las específicas de la antropología cultural, la inteligencia artificial, la teoría de la comunicación, la economía o la estética, entre otras. Al igual que ocurriera con el cine y la televisión, el videojuego ha logrado alcanzar en apenas medio siglo de historia el estatus de medio artístico, y semejante logro no ha tenido lugar sin una transformación y evolución constante del concepto mismo de videojuego y de su aceptación. Nacido como un experimento en el ámbito académico, logró establecerse como un producto de consumo de masas en tan solo diez años, ejerciendo un formidable impacto en las nuevas generaciones que veían los videojuegos con un novedoso medio audiovisual que les permitiría protagonizar en adelante sus propias historias.

## Impacto económico
En esta sección se abordará el impacto del desarrollo de la industria de los videojuegos en la economía de los países; sin embargo, debido a la información limitada y a que esta se desarrolla primordialmente en Estados Unidos, nos enfocaremos en ese país. Al hablar de impacto económico es inevitable tocar el tema sobre cómo esta industria está distribuida, cómo ha cambiado con el paso de los años y qué se espera de ella en el futuro.
Con el pasar de los años, la industria de los videojuegos ha experimentado un auge explosivo en sus ventas: solo en Estados Unidos, ha pasado de generar 2 mil millones de dólares en 1998 y 6.9 mil millones en ventas en el 2005 a 17.1 mil millones en el 2010. Esta cifra puede ser comparada con el crecimiento del PBI de los Estados Unidos, que entre el 2005 y 2010 solo creció un 16%. Si bien este enorme crecimiento es llamativo, si se considera no solo el gasto en juegos, sino también el gasto incurrido en las consolas para reproducirlos y los diversos accesorios que las empresas ponen a la venta, esta cifra se incrementa a 22.41 mil millones de dólares en Estados Unidos. De acuerdo con The Competititve Intelligence Unit, en el 2014 el mercado de los videojuegos alcanzó un valor de 17,925 millones de pesos lo que representó un crecimiento de 8.23% respecto al 2013 y se espera que en el 2015 se alcance un total de 111 mil millones de dólares en todo el mundo. La cifras mencionadas reflejan el total de la industria, sin embargo, si nos enfocamos en cada integrante, más específicamente, en la entrada al mercado de los smartphones y tablets y el desarrollo de los juegos online, podemos observar que el mercado de consolas se ha visto afectado en la medida que ha visto reducida su participación en el total de ingresos de la industria: en solo cuatro años, entre el 2008 y 2012, la participación de los juegos de consola se redujo de 71% a 62% y la de los juegos online y móviles (smartphones) aumentó de 6% a 20% y se espera que alcance el 57% para el 2016.
Una investigación realizada por De Prato, llega a una conclusión interesante: sostienen que, si bien la industria de los videojuegos tiene un gran potencial de crecimiento en comparación con la industria general del entretenimiento (70% frente a 17%), este estará liderado principalmente por el desarrollo de los juegos online y los wireless games softwares, mientras que el desarrollo de consolas (hardware) experimentará un declive en su crecimiento. Por lo tanto, a pesar de que cada ciertos años las compañías desarrolladoras de consolas sacan al mercado un nuevo hardware que es necesario para utilizar los últimos títulos de videojuegos, el desarrollo de los juegos online y las ventajas que estos traen (simpleza, baja inversión, gratis para el público) y teniendo en cuenta un escenario en que estos puedan ser jugados en la web y considerando personas que prefieren invertir solo un poco del tiempo en esto, en el largo plazo, se llegará a reemplazar todo aquello que actualmente vemos físicamente, por productos no físicos ubicados en internet.
Investigaciones sobre la industria de los videojuegos la caracterizan como un “triple monopolio” o un oligopolio, término utilizado en microeconomía para definir a un mercado con un número pequeño de vendedores, siendo Sony, Microsoft y Nintendo las empresas con la mayor participación en el mercado: 13%, 12% y 12%, respectivamente. Además, esta industria ha sufrido grandes cambios con la introducción de los smartphones, tablets y los juegos desarrollados, a veces exclusivamente, para estos. Sin embargo, otros estudios afirman que esta situación ha cambiado y se ha pasado a una “economía de multitudes”, que a pesar de contar aún con la presencia de estas tres grandes empresas, se ha incorporado un gran número de desarrolladores y estudios independientes, cuya entrada al mercado ha sido posible debido al crecimiento que Apple y Android han experimentado en la última década, haciendo posible que estos desarrolladores – usualmente novatos – compitan con las grandes firmas con desarrolladores profesionales.
Rayna y Striukova caracterizan a la industria de los videojuegos como 2 modelos con validez en diferentes épocas: el modelo “few to few”  que tuvo lugar desde inicios de los 80 y fines del 2000; y el modelo “many to many”, desde fines del 2000 hasta la actualidad. El primero, hace referencia a un mercado donde existen algunos grandes estudios (Electronic Arts, Ubisoft, Sega, Activision) que producen juegos para los tres grandes desarrolladores de consolas (Sony, Microsoft y Nintendo) y dos empresas desarrolladores de computadoras (Apple y Microsoft), las cuales los terminan vendiendo por un precio entre 40 y 60 dólares; por otro lado, el segundo modelo indica la existencia un gran número de desarrolladores (solo en la App Store de Estados Unidos, actualmente existen 470 903 desarrolladores), un gran número de dispositivos para poder reproducirlos (consolas, smartphones, tablets, computadoras, juegos online), bajos precios (el precio promedio de un juego en la App Store es de 59 centavos de dólar) y un gran número de usuarios. Sin embargo, una conclusión a la que llega el estudio es que a pesar del gran éxito que el modelo económico “many to many” de la industria de videojuegos supone, los tres grandes desarrolladores de consolas no han modificado su patrón de comportamiento en relación con producción o precios y los nuevos participantes no han podido transformar los ingresos en ganancia.
El desarrollo de la tecnología, los smartphones o internet, entre otros, parece indicar que se está acercando una era en donde la economía será virtual y la industria de los videojuegos y su constante innovación muestra que estará muy bien preparada para adaptarse con facilidad a esta: ha llegado a utilizar servicios online y offline para romper las barreras espaciales y lograr altas tasas de crecimiento, poco a poco está invadiendo otras áreas ajenas al puro entretenimiento como la educación a través de juegos, está pasando a ser un mundo virtual en donde se pueden realizar operaciones de mercado y actividades económicas.

## Distribución y venta

### Promoción y distribución
Dependiendo del tipo de videojuego que pretenda comercializarse, las políticas de marketing serán de una u otra forma. Por un lado, se emplearán los medios publicitarios adecuados al perfil de usuario al que se pretende llegar (las diferencias serán evidentes cuando se pretenda diferenciar entre público infantil o adulto). Por otro lado, los departamentos comerciales de cada compañía establecerán contacto con la red comercial del mercado (o con distribuidoras intermediarias, si es que requieren de ellas) para dar a conocer las novedades de la empresa.
La publicidad sobre videojuegos emplea medios especializados (revistas de informática y videojuegos, portales de Internet, tiendas de venta y alquiler), pero también recurre a otros más generalizados (periódicos, vallas publicitarias, anuncios televisivos...) que sirven para el público menos vinculado, y que requieren de elevados presupuestos dedicados a promoción. Desde muchas compañías se admite que gran parte de la publicidad está orientada a las personas que no juegan habitualmente con videojuegos; quienes ya son aficionados están muy informados y conocen los productos antes de que salgan al mercado gracias a su fidelidad a los medios especializados.
Todas las técnicas de marketing y difusión estarán insertadas en los procesos habituales del mercado, con la particularidad de que la industria del videojuego experimenta un efecto endogámico o comunitario que potencia la extensión del “boca a boca” y la existencia de numerosos puntos de encuentro (físicos, como tiendas o salones de ocio, o virtuales, como foros y chats en Internet) donde los aficionados intercambian la información de que disponen, sirviendo a su vez de tablón de anuncios publicitario de cara a la promoción.

### Tiendas físicas de venta y alquiler de videojuegos
Existen tiendas físicas de venta y alquiler de videojuegos como GameStop, o Fnac, además de muchos otros minoristas especializados en videojuegos, algunos dedicados a la importación y venta de productos de segunda mano, o videojuegos y consolas clásicas. Sin embargo la venta de videojuegos físicos ha ido cayendo a medida que se han ido popularizando plataformas de distribución digital como Steam o GOG.com.
Esto ha llevado a muchas de estas tiendas a buscar nuevas líneas de negocio, donde muchas tiendas ahora se centran mas en vender merchandising, hardware (videoconsolas, controladores de videojuegos, etc), y otros productos relacionados con el videojuego.

## Plataformas

### Computadoras personales
La plataforma PC fue muy popular en los noventa cuando aparecen los primeros PC multimedia con CD-ROM. Además los juegos para PC ofrecían en sus inicios un estímulo muy fuerte para todo el sector ejecutivo y de oficina que tenía la PC como principal herramienta de trabajo.
Actualmente, se puede jugar vía ordenadores de sobremesa y portátiles, siempre y cuando estos cumplan los requisitos del juego en cuestión.

### Videoconsolas
Actualmente nos encontramos en la novena generación de videoconsolas, formada principalmente por la Xbox Series X y Series S, PlayStation 5, y la Nintendo Switch 2. 
El negocio no está en la venta de consolas, sino en la venta del software, aunque las altas tasas de piratería afectan el negocio.[cita requerida] Los fabricantes de consolas venden sus máquinas a costo o a pérdida y confían en las ventas de los juegos para reponerse;[cita requerida] de ahí la importancia de los juegos. Tal es el caso de Sega, que dejó de producir consolas a principios del 2001. Aunque algunos productores de software tienen los recursos para construir una versión de un juego para todas las consolas, muchos elegirán solo una.
Una manera en que se pretende controlar la piratería (derecho de autor) es dividiendo el mercado mundial en seis sectores geográficos y codificando el software y las consolas, de esta manera, por ejemplo, juegos fabricados en Japón no podrían ejecutarse en consolas latinoamericanas.
Microsoft se introdujo al mercado de las videoconsolas en el año 2001 introduciendo la consola Xbox.

### Videoconsolas portátiles
En sus inicios el mercado portátil estuvo dominado por Nintendo y su videoconsola Game Boy de 1989. Pero este gran éxito trajo nuevos competidores a este segmento, como la Game Gear de Sega en 1990. La japonesa Sony lanzó en marzo de 2004 la PlayStation Portable. Por su parte, la finlandesa Nokia entró al mercado en octubre de 2004 con el lanzamiento de su teléfono-consola portátil N-Gage.
Nintendo lanzó la Game Boy Advance SP en 2003 y después lanzó la Nintendo DS en el 2004, su primera portátil con pantalla táctil. En 2005 lanza el tercer y último rediseño de Game Boy Advance y la última de la gama Game Boy, la Game Boy Micro, Junto con el rediseño de la DS al DS Lite que cuenta con una pantalla más brillante y es más pequeño que su predecesor. En 2008 Nintendo lanzó la nuevo Nintendo DSi el cual cuenta con dos cámaras, una en el frente y una en la parte posterior de la pantalla superior.
Después del gran éxito de la Nintendo DS, Nintendo lanza la sucesora Nintendo 3DS en 2011, cuya atracción principal es poder mostrar imágenes 3D autoestereoscopias. La consola es retrocompatible con la Nintendo DS y con el software de DSiWare. Esta consola competiría principalmente con la PlayStation Vita lanzada en 2012. En 2013 Nintendo anuncia una nueva versión de su Nintendo 3DS, la Nintendo 2DS. El mercado portátil ha vuelto a ser encumbrado por la nueva consola Nintendo Switch estrenada en 2017.

### Videojuegos en móviles
Los móviles con Android disponen de Google Play para descargar muchos videojuegos gratuitos o de pago. Mientras que iPhone con iOS dispone de App Store, que tiene algunas diferencias en juegos disponibles con su competencia. También están los Windows Phone y los que manejaba Nokia con su sistema operativo Symbian.

## Videojuegos e internet
Internet es una parte importante de la industria del videojuego. En noviembre de 1999, Electronic Arts pagó 81 millones de dólares para firmar una alianza de cinco años con America Online. Electronic Arts proveyó videojuegos en línea para los suscriptores de America Online. Otro ejemplo es Ubisoft, que firmó una alianza con Netflix en 2020 para la producción de series basadas en los juegos de Ubisoft, y otra en 2022 para lanzar videojuegos para móviles de Ubisoft a través de Netflix.
Además, Nintendo posee un navegador web para Nintendo DS; así como para Wii, en la que se pueden descargar videojuegos, saber el tiempo, las noticias, etc.

### Videojuegos en la nube
Desde principios del 2000 han surgido diferentes propuestas para jugar sin necesidad de hardware o consola a excepción de unos controladores (mando, teclado, ratón...) y un soporte de proyección (televisión, pantalla, o similar) El único requisito es tener conexión a internet. Los juegos en la nube son un concepto similar al de plataformas como Spotify o Netflix, pero para los videojuegos. Las empresas están probando diferentes servicios y productos, pero en esencia en casi todos los casos la base es siempre la misma, jugar a videojuegos desde servidores de las propias empresas en vez desde una consola u ordenador personal.